# Zingiber discolor
Zingiber discolor là một loài thực vật có hoa trong họ Gừng. Loài này được Jana Leong-Škorničková, Trần Hữu Đăng và Romana Rybková miêu tả khoa học đầu tiên năm 2015.

## Mẫu định danh
Mẫu định danh: Jana LeongŠkorničková, Romana Rybková, Jan Ponert, Trần Hữu Đăng, Trịnh Tấn Thành, Trương Quang Tâm, Trương Bá Vương HB-96; thu thập ngày 4 tháng 7 năm 2010 ở cao độ 897 m, tọa độ 12°6′46″B 108°58′27″Đ / 12,11278°B 108,97417°Đ, Khu bảo tồn thiên nhiên Hòn Bà, tỉnh Khánh Hòa, Việt Nam. Mẫu holotype lưu giữ tại Bảo tàng Tự nhiên Quốc gia Việt Nam ở Hà Nội (VNMN), các isotype lưu giữ tại Vườn Thực vật Hoàng gia tại Edinburgh (E), Bảo tàng Quốc gia tại Praha (PR), Vườn Thực vật Singapore (SING) và phòng mẫu cây của Khu bảo tồn thiên nhiên Hòn Bà.

## Phân bố
Loài bản địa các tỉnh Khánh Hòa (Khu bảo tồn thiên nhiên Hòn Bà) và Lâm Đồng (huyện Bảo Lâm), Việt Nam. Loài cây thảo thân rễ này được tìm thấy trong rừng lá rộng thường xanh từ núi thấp đến núi cao, ở cao độ từ 800 đến 1.500 m. Ra hoa ở nơi lấy mẫu điển hình diễn ra vào tháng 5 đến tháng 7. Quả non được quan sát vào tháng 7 và dự kiến sẽ tiếp tục ra quả cho đến tháng 9. Các quần thể ở Bảo Lâm được quan sát thấy ra hoa vào tháng 4.

## Mô tả
Với cành hoa bông thóc trên cuống cụm hoa mọc thẳng đứng, nó thuộc về tổ Zingiber. Cây thảo cao đến 1 m, thân màu nâu đỏ nhạt. Lá có mùi hắc, phiến lá hình bầu dục, 12-16 × 4-6 cm, mặt trên màu xanh lục, mặt dưới nâu đỏ; cuống lá rất ngắn, khó thấy; lưỡi bẹ màu trắng-nâu đỏ rất nhạt, dài đến 5 mm, đầu xẻ ngắn thành 2 thùy, đầu thùy tròn, không lông. Các lá bắc xanh lục, xếp lợp lên nhau. Cụm hoa mọc từ thân rễ, ở bên thân lá. Các bộ phận hoa màu vàng nhạt trừ cánh môi màu nâu đỏ có nhiều đốm trắng trên toàn bộ cánh môi.